# カラガシ人
- ノガイ人 > カラガシ人
- タタール > ヴォルガ・タタール人 > アストラハン・タタール人 > カラガシ人

カラガシ人（からがしじん 英語: Karagash、Qaragashly、Qaragash-nogailar）とは、ロシア連邦アストラハン州に居住しているノガイ人あるいはアストラハン・タタール人の一派。

## 概要
歴史的には16世紀半ばにノガイ人と分離したとされる。人口統計もノガイ人に含まれる。
アストラハン・タタール人と近く、とりわけその一派であるクンドラ・タタール人は、パオ・タタール人の影響を受けたノガイ人（カラガシ人）がルーツであるとされる。